# Eiríksjökull
De Eiríksjökull is een gletsjer in IJsland. In feite is het meer een ijskap die boven op een tafelberg ligt. De gletsjer is met zijn 1672 meter hoogte de twee na hoogste berg van IJsland. De oppervlakte van de gletsjer bedraagt 22 km² en de oppervlakte van de tafelberg is 40 km². De Eiríksjökull ligt ten westen van de grotere Langjökull en ten oosten van de 932 meter hoge berg Strútur. De Eiríksjökull en de Strúter zijn omgeven door een enorm lavaveld, het Hallmundarhraun, waarin zich meerdere lavagrotten bevinden, zoals de Surtshellir en de Stefánshellir. In de sagatijd had de Eiríksjökull een andere naam, namelijk Baldjökull.
De naam Eiríksjökull (IJslands voor Eiriks gletsjer) is afkomstig van een vogelvrijverklaarde. Een zekere Eiríkur hield zich in de nabijgelegen lavagrotten schuil en in een poging om aan zijn achtervolgers te ontkomen, vluchtte hij via een steile rotswand (de Eiríksgnípa) de gletsjer op. Uiteindelijk wist hij aan zijn belagers te ontkomen, maar dat kostte hem wel een voet. Die moest hij achterlaten!